# Asura pyrauloides
Asura pyrauloides är en fjärilsart som beskrevs av Rothschild 1913. Asura pyrauloides ingår i släktet Asura och familjen björnspinnare. Inga underarter finns listade i Catalogue of Life.